# Charles De Smedt
Charles De Smedt, né le 6 avril 1833 à Gand (Belgique) et mort le 4 mars 1911 à Bruxelles, est un jésuite belge, historien, hagiographe et directeur de la Société des Bollandistes. Il est le fondateur de la revue Analecta Bollandiana. Il fut membre de l'Académie des inscriptions et belles-lettres de France et de l'Académie royale de Belgique.

## Premières années
Professeur d’histoire de l’Église au théologat jésuite de Louvain depuis 1864, il publia en 1869-1870 dans la revue des Études Religieuses une série d’articles sur la critique historique qui le firent remarquer car De Smedt se démarquait nettement de l’approche 'édifiante' qui prévalait dans les milieux ecclésiastique du XIXe siècle. Une première fois envoyé chez les bollandistes (en 1870), il y renonça rapidement et retourna à Louvain car il estimait ne pas jouir de la liberté nécessaire à son travail d’homme de science.  

## Président des Bollandistes
Revenu chez les bollandistes à la mort de son directeur Victor De Buck (1876), De Smedt en devint le directeur en 1882, l’année où il publia son livre-clé Principes de la critique historique.  Il s’attacha dès lors à introduire dans l’œuvre des bollandistes les méthodes historiques modernes développées dans les universités. Étude des langues et philologies classiques et orientales, approche critique de tous les textes disponibles sur les vies de saints, apocryphes ou autres. La revue trimestrielle des Analecta Bollandiana, qu’il lance en 1882, permet la publication de monographies, catalogues et textes inédits et ouvre ainsi un dialogue avec savants et chercheurs étrangers.

## Publications bollandiennes
Les Acta Sanctorum, commencés en 1643 continuaient leur bonhomme de chemin. On arrivait à la fin du mois d'octobre du calendrier liturgique des saints. Outre la revue des Analecta Bollandiana (ouverte aux savants non-bollandistes), d’autres collections voient le jour : les Subsidia hagiographica, en 1890, avec les trois Bibliotheca hagiographica ‘Latina’ (BHL) Graeca’ (BHG) et ‘Orientalis’ (BHO) recensant et catalogant les manuscrits découverts dans diverses bibliothèques européennes et orientales. 
En 1905 il organisa le transfert de l’œuvre des Bollandistes dans les bâtiments du nouveau Collège Saint Michel d'Etterbeek (Bruxelles), où une aile entière du bâtiment fut construite et aménagée en fonction des besoins de la Société des bollandistes.

## Bollandisme moderne
De Smedt est le fondateur du bollandisme moderne. Il veilla à ce que l’œuvre réponde aux exigences les plus modernes de la science, rejoignant ainsi la vision des fondateurs Jean Bolland et Daniel van Papenbroeck. Il sut également s’adjoindre d’excellent collaborateurs qui poursuivirent l’œuvre après sa mort en 1911: Hippolyte Delehaye et Paul Peeters, ce dernier surtout pour le développement de l’hagiographie orientale.

## Œuvres principales
- Introduction generalis ad historiam ecclesiasticam critice tractandam, Gand, 1872. Dans cet ouvrage De Smedt introduit la méthode historico-critique à son enseignement de l'histoire de l'Eglise[1].
- Gesta pontificum cameracensium : Gestes des évêques de Cambrai de 1092 à 1138, Paris : Renouard, 1880 (lire en ligne)
- Principes de la critique historique, Bruxelles, 1882
- Acta Sanctorum Hiberniae, Édimbourg, 1887